# Родина-мать (Волгоград)
«Ро́дина-мать зовёт!» — скульптура, композиционный центр памятника-ансамбля «Героям Сталинградской битвы» на Мамаевом кургане в Волгограде. Одна из самых высоких статуй мира, высочайшая статуя России (без постамента — самая высокая статуя в мире на момент постройки и в течение последующих 22 лет).

## Общая информация
Работа скульптора Е. В. Вучетича и инженера Н. В. Никитина представляет собой многометровую фигуру женщины, шагнувшей вперёд с поднятым мечом. Статуя является аллегорическим образом Родины, зовущей своих сыновей на битву с врагом. В 1975 году в газете «Известия» отмечалось, что тема меча связывает монумент «Тыл — фронту» в Магнитогорске с монументальным ансамблем на Мамаевом кургане в Волгограде и памятником в Трептов-парке в Берлине («Воин-освободитель»):

Монументальный ансамбль в Магнитогорске завершит эту величественную скульптурную трилогию о подвигах и героизме советского народа.
В 1959—1967 годах по проекту и под непосредственным руководством скульптора был сооружён мемориальный ансамбль героям Сталинградской битвы на Мамаевом кургане в Волгограде (совместно со скульпторами М. С. Алешенко, В. Е. Матросовым, В. С. Зайковым, Л. М. Майстренко, А. Н. Мельником, В. А. Маруновым, В. С. Новиковым, А. А. Тюренковым; архитекторами Я. Б. Белопольским, В. А. Дёминым, Ф. М. Лысовым и др.; руководитель группы инженеров — Н. В. Никитин). 
Строительство монумента было начато в мае 1959 года и завершено 15 октября 1967 года. Скульптура на момент создания была самым высоким в мире изваянием.
Изначально монумент должен был представлять собой фигуру женщины со знаменем в руках и коленопреклонённым бойцом у её ног. Но этот образ не передавал исторической значимости Сталинградской битвы, как поворотного момента Великой Отечественной войны и был вскоре изменён автором.
Наиболее вероятно, что фигуру скульптор лепил со спортсменки-дискоболки Нины Думбадзе, а лицо — с жены Веры. По разным данным, для скульптуры также позировали Анастасия Антоновна Пешкова, Валентина Изотова или Екатерина Гребнева.
С 2000 года силуэт скульптуры присутствует на гербе и флаге Волгоградской области.

## Технические данные и ремонт
Скульптура сделана из предварительно напряжённого железобетона — 5500 тонн бетона и 2400 тонн металлических конструкций (без основания, на котором она стоит).
Общая высота памятника с учетом длины руки и меча — 85 метров, 87 метров (скульптура с установочной плитой). Он установлен на бетонном фундаменте глубиной 16 метров. Высота женской фигуры без меча — 52 метра. Масса памятника — свыше 8 тысяч тонн.
Статуя стоит на плите высотой 2 метра, которая покоится на главном фундаменте. Этот фундамент высотой 16 метров, однако его почти не видно — большая его часть скрыта под землёй.
Скульптура полая. Внутри вся статуя состоит из отдельных ячеек-камер, как комнаты в здании. Толщина железобетонных стен скульптуры составляет 25—30 сантиметров. Жёсткость каркаса поддерживают 117 металлических тросов (с учётом двух шлейфов — по 4 троса в каждом, и камеры натяжения — 10 металлических тросов), постоянно находящихся в натянутом состоянии.
Меч длиной 33 метра и весом 14 тонн был первоначально сделан из нержавеющей стали, обшитой листами титана. Огромная масса и высокая парусность меча, обусловленная его колоссальными размерами, вызывали сильное раскачивание меча при воздействии ветровых нагрузок, что приводило к возникновению избыточного механического напряжения в месте крепления руки, держащей меч, к телу скульптуры. Деформации конструкции меча также вызывали перемещения листов титановой обшивки, создавая неприятный для слуха звук гремящего металла. Поэтому в 1972 году были проведены первые реставрационные работы на Главном монументе памятника-ансамбля, в ходе которых клинок заменили на другой — целиком состоящий из стали,— а в верхней части меча предусмотрели отверстия, позволившие уменьшить его парусность.
Расчёты устойчивости конструкции выполнены Н. В. Никитиным. В марте 1965 года Госстрой СССР выдал рекомендацию усилить стоящий на обводнённой толще майкопских глин фундамент скульптуры для предотвращения «сползания» в сторону Волги. В 1986 году были проведены новые реставрационные работы, связанные с укреплением железобетонной конструкции скульптуры по рекомендации экспертной группы НИИЖБ под руководством Р. Л. Серых. В 2013 году архитектор Владимир Церковников направил министру культуры Владимиру Мединскому открытое письмо с опасениями о сползании фундамента и возможном обрушении скульптуры, но директор музейного комплекса Александр Васин отверг эти опасения.
Очередной проект реставрации статуи подготавливался с 2008 по 2016 годы.
В октябре 2010 года начался частичный ремонт — работы по обеспечению безопасности статуи. В 2017 году проводились противоаварийные работы: были заменены канаты внутри статуи, обеспечивающие её устойчивость, отремонтированы внутренние помещения, заменены освещение и система пожаротушения.
В марте 2019 года началась реставрация внешней поверхности статуи, которую завершили в мае 2020 года к 75-й годовщине Победы. Для этого вокруг скульптуры были созданы 30 ярусов строительных лесов высотой 60 метров и весом 270 тонн. Основные цели — очистка статуи от грязи и мха, возвращение ей первоначального цвета и заделка трещин в бетоне, общая длина которых, по подсчётам реставраторов, составила 13 километров. Кроме того, произведено восстановление частей заржавевшей арматуры. Столь масштабная комплексная реставрация памятника проводилась впервые.
- Строительство
- Родина-мать с обратной стороны
- Реставрация 2019 года
- В 2023 году
- Панорама
- Герб Волгоградской области

## Сравнение с другими памятниками
Скульптура «Родина-мать зовёт!» занесена в Книгу рекордов Гиннесса как самая большая на тот момент скульптура-статуя в мире. Общая высота скульптуры — 85 метров с мечом, 52 метра без меча, длина руки — 20 и меча — 33 метра (для сравнения: Статуя Свободы в Нью-Йорке высотой 46 метров сама скульптура (93 метра с постаментом); Статуя Христа-Искупителя в Рио-де-Жанейро 30 метров (38 метров с постаментом)). С момента постройки до строительства статуи Единства в 2018 году была самой высокой нерелигиозной статуей в мире.
К тематически близким памятникам относятся «Мать-Родина» в Санкт-Петербурге и «Родина-мать» в Киеве. Также существует мнение, что статуя имеет параллели с фигурой «Марсельезы» на триумфальной арке в Париже.
- Слева направо сравнение по высоте (в том числе пьедестал) с самыми большими статуями в мире: Статуя Единства, Будда Весеннего Храма, Статуя Свободы, Родина-Мать, статуя Христа-Искупителя и «Давид» работы Микеланджело.
- Слева направо сравнение по высоте (в том числе пьедестал) с самыми высокими памятниками в России: Монумент Победы, Покорителям космоса, Памятник Петру I (Москва), Родина-мать, Рабочий и колхозница, Памятник Ленину у входа в Волго-Донской канал, Защитникам Советского Заполярья в годы ВОВ
- Копия скульптуры в городе Маньчжурия (Китай)

## В филателии и нумизматике
- Почтовая марка СССР, 1971
- Почтовая марка СССР, 1973
- Почтовый блок СССР, 1973. № 4212. Памятник-ансамбль «Героям Сталинградской битвы»
- Почтовая марка СССР, 1980
- Почтовая марка СССР, 1984
- Почтовая марка СССР, 1989
- Почтовый блок Казахстана, 2005
- Почтовая марка России, 2008
- Почтовый блок России, 2002
- Почтовая марка Сербии, 2023
- Памятная монета СССР достоинством в 1 рубль, выпущенная к 30-летию Победы в Великой Отечественной войне, 1975
- Памятная монета Банка России, выпуск 2 февраля 1993 (бриллиант-анциркулейтед)
- Памятная монета Банка России, выпуск 2 февраля 1993 (пруф)
- Памятная монета Банка России, выпуск 22 мая 2013 года
- Памятная монета Банка России, выпуск 30 декабря 2015 года (пруф)
- Памятная монета Банка России, выпуск 30 декабря 2015 года (в специальном исполнении)
- Памятная монета Банка России, выпуск 9 апреля 2025 года